# Nediljko Budisa

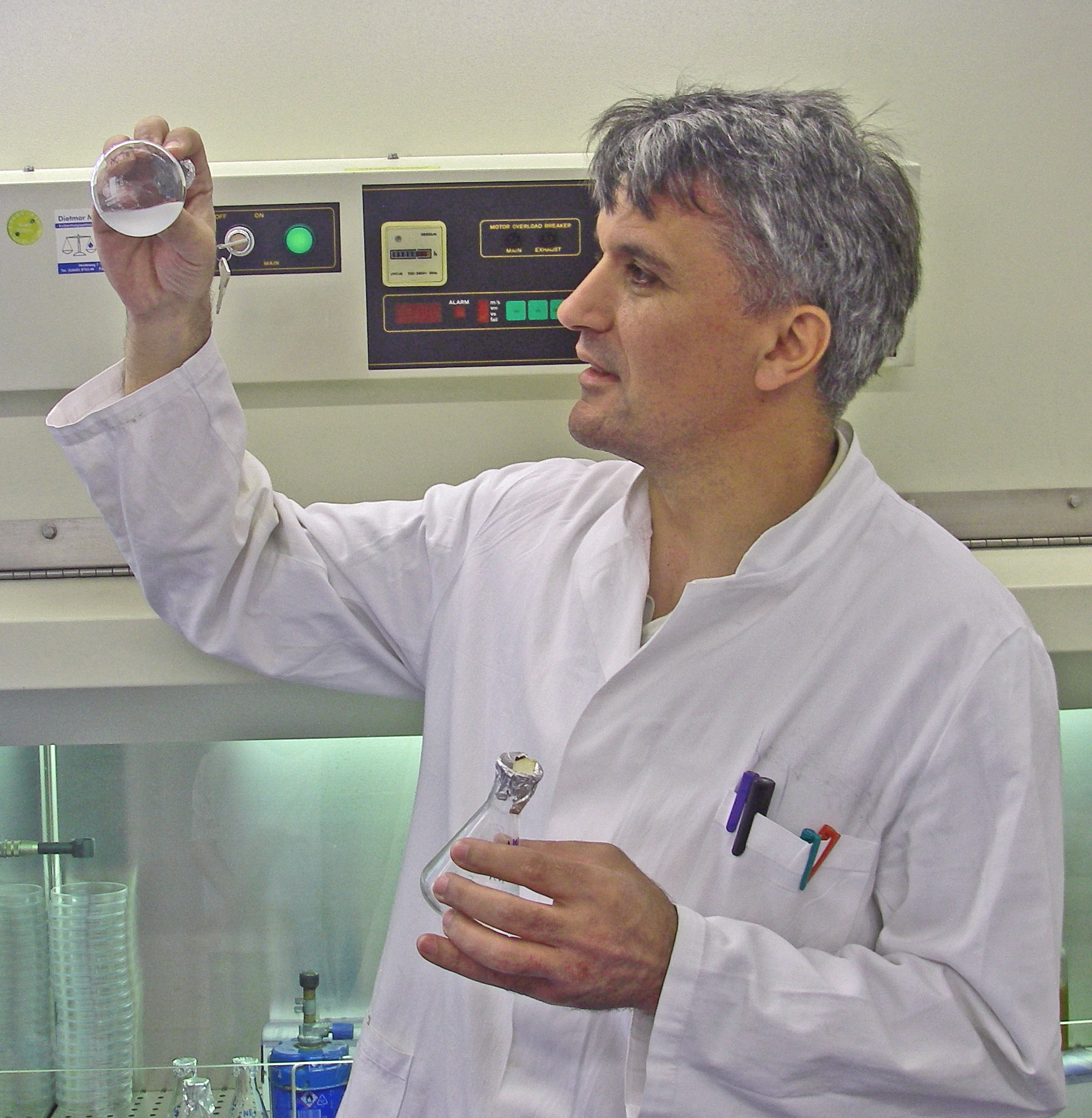
Nediljko Budisa 2012

Nediljko „Ned“ Budisa (kroatisch Nediljko Budiša; * 21. November 1966 in Šibenik, Kroatien) ist ein kroatischer Biochemiker und Professor (Tier 1 Canada Research Chair) für Synthetische Biologie und Xenobiologie an der Universität von Manitoba in Winnipeg, Kanada.
Als Pionier in den Bereichen Genetic Code Engineering und Chemische Synthetische Biologie (Xenobiologie) hat er seine Forschung auf eine breite Palette von Anwendungen in sowohl bioorganischer und medizinischer Chemie, Strukturbiologie und Biophysik, als auch in molekularer Biotechnologie und Stoffwechsel- und Biomaterial-Engineering ausgerichtet. Er ist der Autor des einzigen Lehrbuchs in seinem Forschungsgebiet „Engineering the genetic code: expanding the amino acid repertoire for the design of novel proteins“.

## Akademische Laufbahn
Ned Budisa erwarb 1990 an der naturwissenschaftlichen Fakultät der Universität Zagreb ein Diplom als Gymnasiallehrer in Chemie und Biologie. Im Jahr 1993 schloss er an derselben Fakultät erfolgreich mit einem B.S. in Molekularbiologie und M.Sc. in Biophysik ab. Die Doktorarbeit (mit dem Prädikat summa cum laude) verteidigte er 1997 an der Technischen Universität München mit Professor Robert Huber als Doktorvater. 2005 habilitierte er sich an der TU München. Anschließend bekam er eine Stelle als Junior Group Leader („Molekulare Biotechnologie“) am Max-Planck-Institut für Biochemie in München. Von 2007 bis 2010 war er zudem Mitglied von CIPSM in München. 2008 erhielt Ned Budisa einen Ruf für eine W3-Professur für Biokatalyse an der TU Berlin, den er 2010 annahm. Diese Position behielt er als volle Professur bis September 2018, danach in Teilzeit als Professor im freien Dienstverhältnis (bis 2023), da er im Oktober 2018 den Ruf für die Position Tier 1 CRC in Chemische Synthetische Biologie an der Universität von Manitoba annahm. Ned Budisa war auch Mitglied des Exzellenzclusters Unifying Systems in Catalysis (UniSysCat). Außerdem gründete er im Jahr 2014 das erste Berliner iGEM Team. 2022 gründete er das erste iGEM Team an der Universität in Manitoba.

## Forschung
Ned Budisa wendete die Selektionsdruck-Einbaumethode an, um in vivo einzelne oder multiple synthetische (d. h. nicht-kanonische) Aminosäureanaloga in Proteine einzubauen, vorzugsweise durch Sense-Codon-Neuzuordnung. Seine Methode ermöglicht eine präzise Manipulation der Aminosäure-Seitenketten, überwiegend mit Analoga der kanonischen Aminosäuren Prolin, Tryptophan und Methionin. Diese Versuche werden oft von einfachem metabolischem Engineering begleitet. Das Ziel ist die Übertragung von bioorthogonalen physikalisch-chemischen Eigenschaften und Reaktionen (z. B. chemoselektive Verknüpfungen wie Click-Chemie) sowie von spektroskopischen Merkmalen (z. B. blaue oder goldene Fluoreszenz, lokale elektrische Felder oder Vibrationsenergieübertragung) in die Chemie des Lebens. Auf diese Art und Weise bereichert man auch den Metabolismus lebender Zellen mit Elementen, die im Stoffwechsel selten vorhanden sind (z. B. Fluor, Selen oder Tellur). Er leistete auch Pionierarbeit bei der Entwicklung computergestützter Enzymbibliotheken für die gerichtete Evolution, wodurch neuartige Enzyme geschaffen wurden, die in ihrer Effizienz mit ihren natürlichen Vorgängern konkurrieren und die effiziente Herstellung synthetischer Proteine ermöglichen. Durch die Kombination von genetischer Codeerweiterung und metabolischem Engineering mit Genome Editing hat er Produktionsplattformen auf Basis von Escherichia coli etabliert, die mit einer intrinsischen 'genetischen Firewall' ausgestattet sind, sicherer sind als klassische gentechnisch veränderte Organismen und keine Antibiotikaabhängigkeit erfordern.
Ned Budisa ist bekannt für die Etablierung der Anwendung von selenhaltigen nicht-kanonischen Aminosäuren für die Protein-Röntgenstrukturanalyse und fluorhaltigen Analoga für die 19F-NMR-Spektroskopie und Proteinfaltungsstudien. Er hat als Erster gezeigt, dass „genetic code engineering“ als nützliches Werkzeug für die Schaffung von therapeutischen Proteinen und ribosomal synthetisierten Peptid-Wirkstoffen dienen kann. Darüber hinaus gelang ihm die innovative Entwicklung von photoaktivierbaren miesmuschel-basierten Unterwasserklebstoffen (als proteinbasierte Biomaterialien). Zu seinen grundlegenden Beiträgen gehört auch das Design eines chemischen Modells, das die Rolle der Methionin-Oxidation in der Prion-Protein-Aggregation erklärt. Schließlich entdeckte er, welche Rolle die Prolin-Seitenketten-Konformationen (Endo-exo-Isomerie) bei der Proteinfaltung und der Stabilität und Translation von Proteinen spielen.
Zusammen mit seinem Mitarbeiter Vladimir Kubyshkin wurde die hydrophobe künstliche Polyprolin-II-Helix entworfen. Die Ergebnisse aus diesem Projekt zusammen mit den früheren Arbeiten Budisa's zur Bioexpression mittels Prolinanaloga trugen zur Postulation der Alanin-Welt-Hypothese bei. Sie erklärt warum die Natur den genetischen Code mit „nur“ 20 kanonischen Aminosäuren für die ribosomale Proteinsynthese gewählt hat.
Im Jahr 2015 führte das Team von Ned Budisa erfolgreich ein Langzeitevolutionsexperiment mit bakteriellen Kulturen durch, welches in der vollständigen, proteomweiten Substitution aller 20.899 Tryptophan-Reste mit Thienopyrrol-Alanin im genetischen Code des Bakteriums Escherichia coli gipfelte. Damit ist eine solide Basis für die Evolution von Leben mit alternativen Bausteinen und alternativer Biochemie gelegt. Gleichzeitig bietet dieses Verfahren einen interessanten Weg zu einer neuen Biosicherheitstechnologie, die synthetische Zellen mit einer „genetischen Firewall“ von der natürlichen Umgebung trennt (Biocontainment). Ähnliche Experimente wurden in Zusammenarbeit mit Beate Koksch (von der Freien Universität Berlin) mit fluorierten Tryptophananaloga als xenobiotische Verbindungen durchgeführt. Dabei wurde während der adaptiven Evolution im Labor eine außergewöhnliche physiologische Plastizität in mikrobiellen Kulturen entdeckt, die sie zu potenziellen umweltfreundlichen Werkzeugen für neue Bioremediation-Strategien macht.
Ned Budisa engagiert sich aktiv in der Debatte über die möglichen gesellschaftlichen, ethischen und philosophischen Auswirkungen des radikalen Engineerings des genetischen Codes im Kontext der synthetischen Zellen und des synthetischen Lebens mit künstlicher biologischer Vielfalt.

## Auszeichnungen (Auswahl)
- 2004: BioFuture Award[40]
- 2017: Publikationspreis Fluorchemie[41]